# Аріель Харуш
Аріель Харуш (івр. אריאל הרוש, нар. 8 лютого 1988, Єрусалим) — ізраїльський футболіст, воротар клубу «Хапоель» (Тель-Авів).
Виступав, зокрема, за клуб «Бейтар» (Єрусалим), а також національну збірну Ізраїлю.

## Клубна кар'єра
Народився 8 лютого 1988 року в місті Єрусалим. Вихованець футбольної школи клубу «Бейтар» (Єрусалим). Дорослу футбольну кар'єру розпочав 2007 року в основній команді того ж клубу, в якій провів сім сезонів, взявши участь у 165 матчах чемпіонату. Більшість часу, проведеного у складі єрусалимського «Бейтара», був основним голкіпером команди.
Протягом 2014—2015 років захищав кольори команди клубу «Маккабі» (Нетанья).
До складу клубу «Хапоель» (Тель-Авів) приєднався 2015 року. Відтоді встиг відіграти за команду з Тель-Авіва 25 матчів в національному чемпіонаті.

## Виступи за збірні
Протягом 2009–2010 років залучався до складу молодіжної збірної Ізраїлю. На молодіжному рівні зіграв у 10 офіційних матчах, пропустив 1 гол.
У 2012 році дебютував в офіційних матчах у складі національної збірної Ізраїлю. Наразі провів у формі головної команди країни 7 матчів, пропустивши 1 гол.
| Дата      | Місто            | Господарі | Результат | Гості   | Турнір           | Голи | Примітки |
| --------- | ---------------- | --------- | --------- | ------- | ---------------- | ---- | -------- |
| 26/5/2012 | Бад-Вальтерсдорф | Чехія     | 2 – 1     | Ізраїль | товариський матч | -    |          |
| 31/5/2012 | Лейпциг          | Німеччина | 2 – 0     | Ізраїль | товариський матч | -    |          |
| Усього    |                  | Матчів    | 2         |         | Голів            | 0    |          |

## Титули і досягнення
- Володар Кубка Ізраїлю (2):

«Бейтар» (Єрусалим): 2008-09
«Хапоель» (Беер-Шева): 2021-22
- Володар Кубка Тото (1):

«Бейтар» (Єрусалим): 2009-10
- Володар Суперкубка Ізраїлю (1):

«Хапоель» (Беер-Шева): 2022